# Metropolitan (1935)
Metropolitan (bra Metropolitan) é um filme norte-americano de 1935, do gênero drama romântico-musical, dirigido por Ryszard Bolesławski.
Foi a primeira produção da 20th Century Fox, recém-constituída pela fusão da 20th Century Pictures e da Fox Film Corporation.

## Elenco
- Lawrence Tibbett como Thomas Renwick
- Virginia Bruce como Anne Merrill
- Alice Brady como Ghita Galin
- Cesar Romero como Niki Baroni
- Thurston Hall como T. Simon Hunter
- Luis Alberni como Ugo Pizzi
- George F. Marion como Papa Perontelli
- Adrian Rosley como Tolentino
- Christian Rub como Weidel
- Franklyn Ardell como Marco
- Etienne Girardot como Nello
- Jessie Ralph como faxineira
- Jane Darwell como avó
- Walter Brennan como avô
- Gladys Earlcott